# Antje Möldner-Schmidt
Antje Möldner-Schmidt (Babelsberg, 13 juni 1984) is een atleet uit Duitsland.
Op de Olympische Zomerspelen in 2008 en de Zomerspelen van Londen in 2012 liep Möldner-Schmidt de 3000 meter steeple-chase. In 2012 behaalde ze de zesde plaats.
In 2009 liep Möldner-Schmidt een nieuw Duits record op de 3000 meter steeple, dat tot 2016 bleef staan. In 2010 werd er kanker bij haar geconstateerd, maar ze overwon de ziekte en knokte zich terug naar de wereldtop.
Bij de Europese kampioenschappen atletiek 2014 werd Möldner-Schmidt Europees kampioene op de steeple-chase.
In 2018 krijgt ze een blessure aan haar voet, waardoor het EK in 2018 haar laatste wedstrijd blijkt te zijn. Eind 2019 besluit ze haar topsport-carrière te beëindigen.

## Persoonlijke records
Outdoor
| Onderdeel | Prestatie | Datum            | Plaats                 |
| --------- | --------- | ---------------- | ---------------------- |
| 800m      | 2:04.34   | 12 juni 2005     | Ulm                    |
| 1000m     | 2:46.03   | 11 mei 2005      | Potsdam                |
| 1500m     | 4:08.81   | 27 mei 2005      | Dessau                 |
| 3000m     | 9:00.74   | 27 april 2005    | Potsdam                |
| 2000m SC  | 6:15.90   | 17 mei 2009      | Pliezhausen            |
| 3000m SC  | 9:18.54   | 17 augustus 2009 | Olympiastadion, Berlin |
| 5km       | 16:20     | 31 december 2008 | Trier                  |

Indoor
| Onderdeel | Prestatie | Datum            | Plaats  |
| --------- | --------- | ---------------- | ------- |
| 800m      | 2:04.34   | 12 juni 2005     | Ulm     |
| 1500m     | 4:10.83   | 5 maart 2005     | Madrid  |
| 2000m     | 5:47.66   | 12 februari 2006 | Leipzig |
| 3000m     | 9:01.07   | 5 maart 2006     | Lievin  |

- World Athletics: 14278949